# Roannes-Saint-Mary
 Roannes-Saint-Mary  es una población y comuna francesa, situada en la región de Auvernia-Ródano-Alpes, departamento de Cantal, en el distrito de Aurillac y cantón de Salers.

## Demografía
| 812 | 780 | 756 | 928 | 939 | 908 |
| Para los censos de 1962 a 1999 la población legal corresponde a la población sin duplicidades (Fuente: INSEE [Consultar]) |     |     |     |     |     |